# Волфганг II фон Папенхайм
Волфганг II фон Папенхайм (на немски: Wolfgang II von Pappenheim; * 27 октомври 1535, дворец Ротенщайн, Грьоненбах; † 6 март 1585, Папенхайм) е имперски наследствен маршал на Папенхайм в Бавария от линията Щюлинген.

## Биография
Той е син на маршал Волфганг I фон Папенхайм († 1558) и съпругата му Магдалена/Маргарета фон Рот († 1555). Внук е на Вилхелм фон Папенхайм († 1508) и Магдалена фон Рехберг († 1508). Племенник е на Кристоф фон Папенхайм († 1539), епископ на Айхщет (1535 – 1539).
През 1555 г. Волфганг II придружава баща си до Райхстага в Аугсбург. След една година той пада от кон, което му пречи да има други служби в империята.
Волфганг II се грижи повече за собственостите си. Така той притежава 8-а част от господството Папенхайм, дворец Трендел на Ханенкам и купува други два двореца в Маркт Беролцхайм. Заедно с братята си Конрад, Кристоф и Филип, той строи през 1563 г. долния дворец в Бад Грьоненбах.
Умира на 6 март 1585 г. на 49 години. Поставят му епитаф в евангелийската църква „Св. Мариен“ в Папенхайм.

## Фамилия
Волфганг II фон Папенхайм се жени за Магдалена фон Папенхайм († 24 юни 1602) от линията Папенхайм-Алесхайм, дъщеря на Кристоф фон Папенхайм Стари († 1562) и втората му съпруга Барбара Готцман († 1576). Те имат двама сина:
- Волфганг Кристоф фон Папенхайм (* 4 ноември 1567; † 22 август 1635), женен (1590) за Анна Мария Гюс фон Гюсенберг (* 1573; † 24. декември 1635)
- Вилхелм IV фон Папенхайм (* 4 февруари 1569; † 16 април 1621), женен (1602) за Еуфрозина фон Валенфелс

Вдовицата му Магдалена фон Папенхайм се омъжва втори път за Кристоф Улрих фон Папенхайм (* 15 април 1546; † 11 декември 1599).